# Elfriede Hirschfeld
Pour les articles homonymes, voir Hirschfeld.
Elfriede Hirschfeld, née en 1873 à Francfort-sur-le-Main en Allemagne, est une patiente de Sigmund Freud, traitée de 1908 à 1914.

## Historique
Entre 1908 et 1914, elle fut la patiente de Freud, qui ne nomme pas ce « cas » dans ses écrits, où cette histoire de patiente revient pourtant dans d'assez nombreuses « occurrences », que ce soit dans plusieurs articles ou dans les correspondances.
Contrairement aux présentations monographiques écrites par Sigmund Freud, comme le petit Hans, L'homme aux loups, le Président Schreber, Dora ou L’homme aux rats, ou encore comme pour les cas qui figurent dans les Études sur l'hystérie, celui d’Elfriede Hirschfeld, n’a donc pas bénéficié d’une étude détaillée reconnue de la part de Freud, le cas n'étant pas nommé.
Ce n’est qu’en 1994 que des recherches, menées dans le département des Archives Freud à la Bibliothèque de Washington, révèlent le nom de cette patiente à présent identifiée grâce aux travaux d'Ernst Falzeder qui voit en elle et chez Freud « une patiente de synthèse »,.
C’est pourtant durant une période qui va de la fin octobre 1908  jusqu’au mois de septembre 1914, soit six ans, que Freud recevra cette personne en entretien, et qui sera à l’origine de son hypothèse d’un stade dit sadique-anal. Hypothèse qu’il n’abandonnera jamais, mais que par ailleurs, Jacques Lacan, dans son enseignement qui se fit sous le sceau du retour à Freud délaissera. 
Elfriede Hirschfeld sombre dans un délire d’indignité lorsque son mari lui apprend qu’ils ne pourront pas avoir d’enfants, à la suite d'un problème d’azoospermie qui a été détecté. S’ensuivront une dizaine années passées dans divers établissements psychiatriques jusqu’au moment où elle entend parler de la psychanalyse et de son inventeur Freud. Ce dernier choisira de mener et de rendre compte de cette cure sous l'angle de la névrose obsessionnelle, à laquelle il va faire correspondre un stade sadique-anal, produit à partir de la régression depuis l'acquisition du  stade génital.
À l'issue de six années de traitement, la guérison ne sera cependant pas au rendez-vous. Ce ne sera pas non plus le cas lorsque, orientée vers la clinique psychiatrique de Bellevue en Suisse, dirigée alors par Ludwig Binswanger, la patiente y séjournera à quatre reprises, avant de se retirer dans un hôtel à Montreux assistée de son infirmière où elle décédera en 1938. 
Dans tous les patients que Freud a reçus et dont soit il n’a fait aucune mention dans ses textes, ou bien dont il a mentionné les cures sans les nommer, Elfriede Hirschfeld constitue un cas à part. D’abord parce qu’il fait partie des sept interventions de Freud lors des congrès internationaux. En effet le texte princeps du cas de Mme H, « La disposition à la névrose obsessionnelle » a été primordialement celui d’une conférence : Zum problem der Neurosenwahldonnée au congrès de Munich en 1913. Il s’inscrit dans la série des sept seuls exposés – dont trois cas cliniques - prononcés par Freud, aux congrès internationaux de psychanalyse : à Salzbourg (1909), Remarques sur un cas de névrose obsessionnelle ; Nuremberg (1910), Perspectives d’avenir de la thérapeutique analytique ; Weimar (1911), Le cas du président Schreber ; Munich (1913), Le problème du choix dans la névrose ; Budapest (1918), Les voies nouvelles de la thérapeutique analytique ; La Haye (1920), Supplément à la théorie des rêves ; Berlin (1922), Quelques remarques sur l’inconscient. Ensuite parce que quantité de marqueurs de ce cas jalonnent son enseignement de 1909 à 1932. Des textes entiers lui sont consacrés : « La disposition à la névrose obsessionnelle », « Sur les transpositions des pulsions et particulièrement dans l’érotisme anal » , Un rêve utilisé comme preuve, ou des fragments importants : « Deux mensonges d’enfants », « Psychanalyse et télépathie »,, « Quelques additifs à l’interprétation des rêves » « Le rêve et l’occultisme ». Dans Totem et tabou où deux passages lui sont consacrés, Freud glisse une allusion à son nom (Hirschfeld signifie champ aux cerfs) en parlant d’une Mme Cerf et d’une rue aux cerfs .